# Tubarão-duende
O tubarão-duende (Mitsukurina owstoni) é uma espécie que habita nas águas profundas, raramente é visto com vida.
Foi descrito pela primeira vez em 1898, e é acreditado ser uma das espécies dos mais antigos tubarões existentes no mundo atual.
Por conta de sua raridade, há uma deficiência de informação; não se sabe sobre as práticas reprodutivas da espécie, mas se deduz que são ovovivíparos.

## Descrição

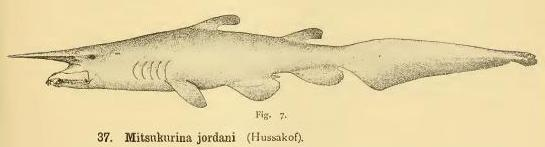
Uma ilustração de um tubarão-duende

Característico por possuir um extremamente longo focinho, incorporado por minúsculas células sensoriais e uma grande boca.
O peixe mede de três a quatro metros de comprimento na idade adulta.
O tubarão-duende possui um corpo flácido e semi-fusiforme, com dentes em forma de pregos. Sua coloração rosa, única entre eles, é devido aos vasos sanguíneos debaixo de uma pele translúcida; as barbatanas têm uma aparência azulada. Após a conservação em álcool, sua coloração é cinza.
Ao contrário dos outros tubarões, as barbatanas do tubarão duende não são apontadas e, em vez disso, elas são baixas e arredondadas, com as barbatanas anais e pélvicas significativamente maiores do que as barbatanas dorsais. Sua cauda heterocercal é semelhante à cauda do tubarão debulhador, com o lobo superior mais longo proporcionalmente do que o dos outros tubarões. Além disso, a cauda do tubarão-duende carece de um lobo ventral.
Tubarões duende carecem de uma membrana nictitante. 
Até 25% do peso do tubarão-duende pode ser atribuído ao seu fígado. Isto é semelhante a outros tubarões, como o tubarão-frade e o tubarão-cobra, e contribui para o dinamismo do tubarão, que, como todos os tubarões, carecem de uma bexiga natatória.

## Distribuição
É um animal bentônico, vivendo no fundo do mar, com a maioria dos registros ocorrendo entre 100 a 1200 metros de profundidade, no oeste do oceano Pacífico, no oeste do Índico e a leste e oeste do oceano Atlântico.

### Registros
Há registro desta espécie ao largo das costas das ilhas japonesas, Austrália e do sul africano.
Um dos últimos registros foi feito na costa do Rio Grande do Sul, Brasil. O exemplar foi encontrado morto, por um barco de pesca a 400 metros de profundidade no dia 22 de setembro de 2011 e doado ao Museu Oceanográfico da Fundação Universidade Federal do Rio Grande - FURG.
O mais recente foi no Golfo do México, em maio de 2014. O fóssil vivo com mais de cinco metros de comprimento foi arrastado junto com camarões numa rede de mais de 600 metros. O órgão americano para oceanos e atmosfera, o NOAA, revelou em seu site que este foi o segundo tubarão-duende registrado no Golfo do México. O primeiro foi capturado em julho de 2000.

## Hábitos
Tubarões-duende sentem a presença de presas através de órgãos eletrossensíveis no focinho, devido à ausência de luz nas águas profundas onde ele vive.
Uma vez que um tubarão encontra a sua presa, ele projeta suas mandíbulas, modificadas para rápida projeção, uma característica que distingue a espécie. A mandíbula é impulsionada em parte por um conjunto duplo de ligamentos nas articulações mandibulares. Os ligamentos são tensionados quando as mandíbulas estão retraídas na boca, mas estão relaxados quando as mandíbulas são lançadas para a frente, funcionando como uma catapulta ao capturar a presa, enquanto usa um músculo cartilaginoso similar a uma língua para sugar a vítima para seus dentes afiados da frente. Os dentes da frente são longos e lisos, em forma de agulha, enquanto os dentes traseiros são adaptados para esmagar seu alimento.
Eles são conhecidos por se alimentar de peixes-pedra, cefalópodes e crustáceos.